# Średnia kwadratowa
Średnia kwadratowa (niekiedy RMS, od ang. root mean square) – przykład miary statystycznej pozwalającej oszacować rząd wielkości serii danych liczbowych lub funkcji ciągłej, użyteczny zwłaszcza w przypadku, gdy wielkości różnią się znakiem.
Średnia kwadratowa jest szczególnym przypadkiem innej miary, jest to mianowicie średnia potęgowa rzędu 2, jednak ze względu na jej znaczenie praktyczne ma odrębną nazwę.

## Dla rozkładu dyskretnego
Średnia kwadratowa {\displaystyle n} liczb {\displaystyle a_{1},a_{2},\dots ,a_{n}} jest to pierwiastek ze średniej arytmetycznej kwadratów tych liczb:
{\displaystyle M_{2}:={\sqrt {\frac {a_{1}^{2}+a_{2}^{2}+\ldots +a_{n}^{2}}{n}}}.}
Na przykład średnia kwadratowa liczb 2, 2, 5 i 7 jest równa:
{\displaystyle M_{2}={\sqrt {\frac {2^{2}+2^{2}+5^{2}+7^{2}}{4}}}\approx 4{,}53.}
Ważona średnia kwadratowa jest to średnia kwadratowa z uwzględnieniem wag poszczególnych składników:
{\displaystyle M_{2W}={\sqrt {\frac {w_{1}\cdot a_{1}^{2}+w_{2}\cdot a_{2}^{2}+\ldots +w_{n}\cdot a_{n}^{2}}{w_{1}+w_{2}+\ldots +w_{n}}}}.}

## Dla rozkładu ciągłego
Średnią kwadratową funkcji ciągłej {\displaystyle x(t)} określonej w przedziale {\displaystyle [T_{1},T_{2}]} określamy według wzoru:
{\displaystyle x_{SK}={\sqrt {{\frac {1}{T_{2}-T_{1}}}\int \limits _{T_{1}}^{T_{2}}[x(t)]^{2}\,dt}}.}

## Przykłady zastosowań

### W matematyce
Średnia kwadratowa różnic wartości zmiennej i wartości oczekiwanej jest odchyleniem standardowym tej zmiennej (dla populacji skończonej):
{\displaystyle \sigma ={\sqrt {\frac {\sum \limits _{i=1}^{n}\left(x_{i}-x_{0}\right)^{2}}{n}}}}
gdzie:
{\displaystyle n} – liczebność populacji
{\displaystyle x_{0}} – wartość oczekiwana zmiennej.

### W rachunku błędów
Odchylenie standardowe jest miarą niepewności pomiarowej przy wielokrotnym pomiarze tej samej wielkości. Estymatorem wartości oczekiwanej jest wówczas wartość średnia.

### W teorii kinetycznej gazów
Średnia prędkość kwadratowa cząsteczek gazu doskonałego w teorii kinetycznej gazów:
{\displaystyle {\sqrt {\overline {V^{2}}}}={\sqrt {\frac {\sum \limits _{i}^{n}{V_{i}^{2}}}{n}}}}
jest ściśle związana z temperaturą tego gazu. Dla gazu jednoatomowego zależność ta wyraża się wzorem:
{\displaystyle {\sqrt {\overline {V^{2}}}}={\sqrt {\frac {3kT}{m}}}}
gdzie:
{\displaystyle k} – stała Boltzmanna
{\displaystyle T} – temperatura w kelwinach
{\displaystyle m} – masa pojedynczej cząsteczki.
Wzór ten można wyprowadzić z rozkładu prędkości cząsteczek (rozkład Maxwella).

### W teorii sygnałów
Wartość skuteczna natężenia {\displaystyle I_{SK}} prądu przemiennego {\displaystyle i(t)} jest taką wartością natężenia prądu stałego, która w ciągu czasu {\displaystyle T,} równego okresowi prądu przemiennego, spowoduje ten sam efekt cieplny, co dany sygnał prądu przemiennego. Wartość ta jest średnią kwadratową tego sygnału:
{\displaystyle I_{SK}={\sqrt {{\frac {1}{T}}\int \limits _{t_{0}}^{t_{0}+T}{i^{2}(t)}dt}}.}